# ماگدالنا کوتا
ماگدالنا کوتا (لهستانی: Magdalena Kuta؛ زادهٔ ۲۷ مه ۱۹۵۷) بازیگر اهل لهستان است.
از فیلم‌ها یا مجموعه‌های تلویزیونی که وی در آن‌ها نقش داشته‌است، می‌توان به فرصت دوباره،‌ دام، طایفه، در خوشی و سختی، ماگدا ام.، دوران افتخار، دهن‌به‌دهن، قانون حقیقی، پدر متیو، پزشکان، قرارداد، رنگ‌های خوشبختی، کمیسر آلکس، در اعماق جنگل، صد سال خاندان وینیخ، پس‌تصویر، سکوت، خودِ زندگی، داستان زنان و سکسمیشن اشاره نمود.